# Jeremy Pikser
Jeremy Pikser é um roteirista estadunidense. Foi indicado ao Oscar de melhor roteiro original na edição de 1999 pela realização da obra Bulworth, ao lado de Warren Beatty.